# 萊州省
萊州省（越南语：／）是越南西北部的一個省，省莅莱州市。莱州省是越南人口最为稀少的一个省份。

## 地理
莱州省北接中国云南省，东接老街省、安沛省和山罗省，西和南接奠边省。

## 历史
莱州省古时候属于越南泰族居住的地区。后来被元朝占领，1323年设置宁远州，属云南省。黎利发动蓝山起义之后，明朝自越南撤军，此地旋即为越南所占据。
莱州在行政区划上曾属于兴化省羁縻统治。事实上统治该地的是中越两属的刁氏泰族土司政权泰族十二州。1893年，法属印度支那政府析兴化省山罗州、莱州等州，置澫慕省，莱州属澫慕省。1904年，澫慕省改为山罗省，莱州属山罗省。1909年6月28日，殖民政府设立莱州省，下辖琼崖州、奠边州、遵教州、莱州、伦州5州。1916年3月27日，殖民政府以莱州省设立第四官兵道（第四军区），下辖莱州、琼崖州、奠边州和代理座，代理座下辖北部边境芒齐、芒㖇、孟奔、生胡。法属后期，莱州省下辖芒齐州、芒莱州、生胡州、奠边州、琼崖州、遵教州6州。
1948年1月25日，越南政府将各战区合并为联区，战区抗战委员会改组为联区抗战兼行政委员会。第十战区和第十四战区合并为第十联区，设立第十联区抗战兼行政委员会，莱州省划归第十联区管辖。
1948年，刁氏土司首领刁文龙被保大帝封为泰族自治区首领。在奠边府战役中，刁氏土司支持法国殖民政府，战败逃亡老挝，此地遂为越南民主共和国接管。
1949年11月4日，第一联区和第十联区合并为越北联区。莱州省随之划归越北联区管辖。
1953年1月28日，越南民主共和国政府为了应对解放西北各省的新形势，以老街省、安沛省、山罗省和莱州省4省设立西北区。莱州省随之划归西北区管辖。
1955年4月29日，西北区改组为泰苗自治区，废除省级，由自治区管辖各州，原莱州省全部划归自治区管辖，分为芒齐州、芒莱州、生胡州、奠边州、琼崖州、遵教州6州。
1955年10月18日，芒莱州析置朵佐州。
1962年10月27日，泰苗自治区更名为西北自治区，复设省级，改州为县，莱州省下辖奠边县、遵教县、朵佐县、芒齐县、芒莱县、生胡县和丰收县7县。
1971年10月8日，芒莱县析置莱州市社。
1975年12月27日，越南撤销西北自治区，莱州省改由中央政府直接管辖，莱州省下辖莱州市社、奠边县、遵教县、朵佐县、芒齐县、芒莱县、生胡县和丰收县1市社7县。
1992年4月18日，奠边县析置奠边府市社，同时莱州省省莅由莱州市社迁至奠边府市社。
1995年10月7日，奠边县析置奠边东县。
2002年1月14日，芒齐县和芒莱县析置芒㖇县，丰收县析置三塘县。
2003年9月26日，奠边府市社改制为奠边府市。
2003年11月26日，越南国会通过决议，将原莱州省分设为奠边省和新的莱州省，新的莱州省包括丰收县、三塘县、芒齐县、生胡县4县，原芒莱县真那社、葡萄社和南行社3社和舍总社城渚板，原莱州市社黎利坊，并将老街省申渊县划归新的莱州省管辖，新省莅设在三塘县丰收市镇。
2004年1月2日，莱州市社黎利坊改制为黎利社，和原芒莱县真那社、葡萄社，全部划归生胡县管辖，原芒莱县舍总社（吒总社）城渚板划归生胡县多辛斋社管辖，原芒莱县南行社划归芒齐县管辖。
2004年10月10日，三塘县析置莱州市社。
2006年12月27日，三塘县兰二胜社和生胡县怀㳥社划归丰收县管辖。
2008年10月30日，申渊县析置新渊县。
2012年11月2日，芒齐县和生胡县析置南颜县。
2013年12月27日，莱州市社改制为萊州市。
2013年12月27日，莱州市社改制为萊州市。

## 行政区划
莱州省曾下辖萊州市及芒齐县、南颜县、丰收县、生胡县、三塘縣、新渊县、申淵縣7县。2025年行政区划改革後，莱州省管辖2坊、36社。